# 개러스 에드워즈
개러스 에드워즈(영어: Gareth Edwards, 1975년 ~ )는 웨일스계 잉글랜드 영화 감독이다. 영화 《몬스터즈》(2010)와 《고질라》(2014)의 감독이다.

## 경력
- 로그 원: 스타워즈 스토리(연출)